# آنتن‌پوش

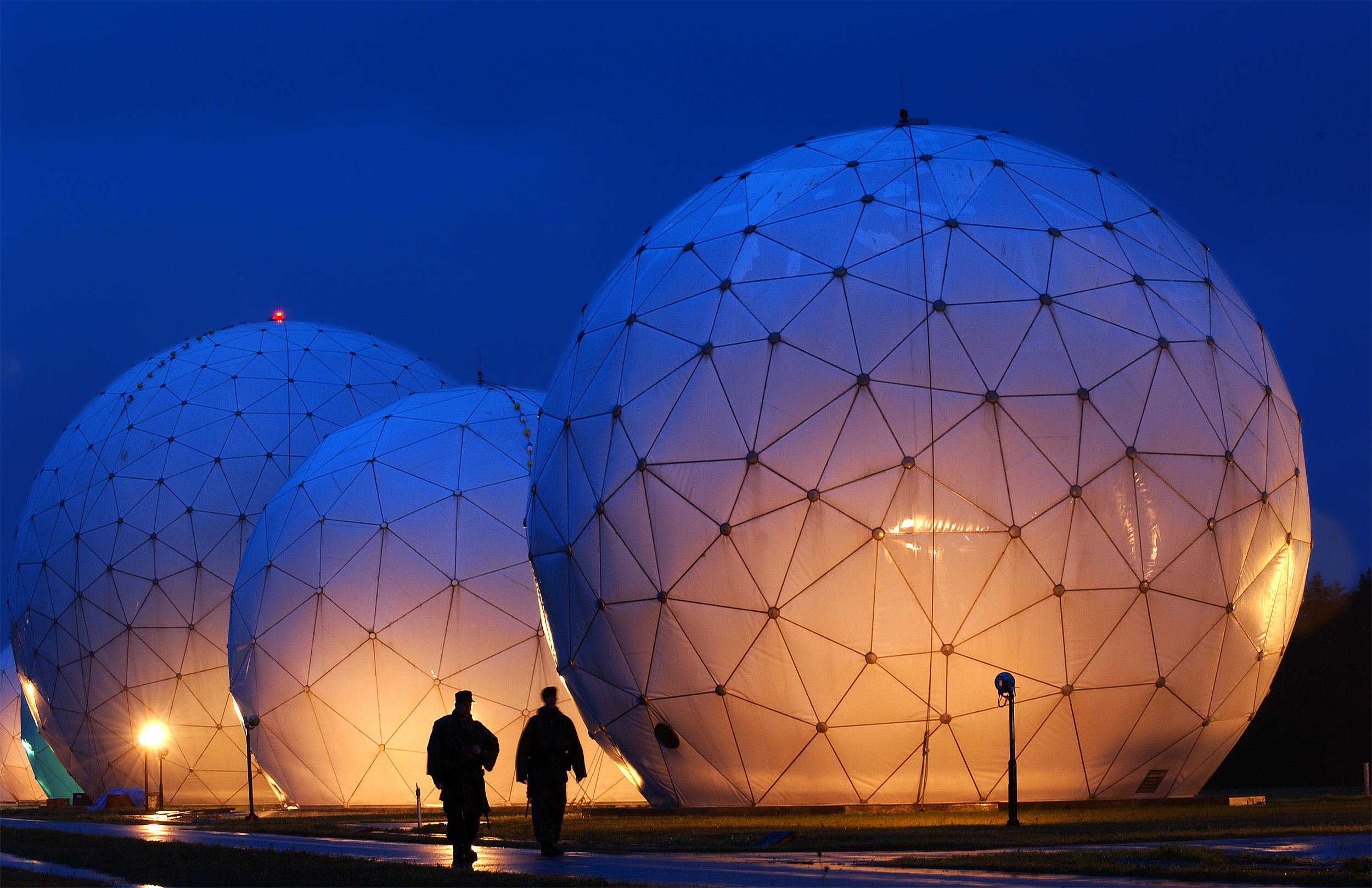
رادوم های ژئودزیک در مرکز عملیات امنیتی میساوا، میساوا ، ژاپن

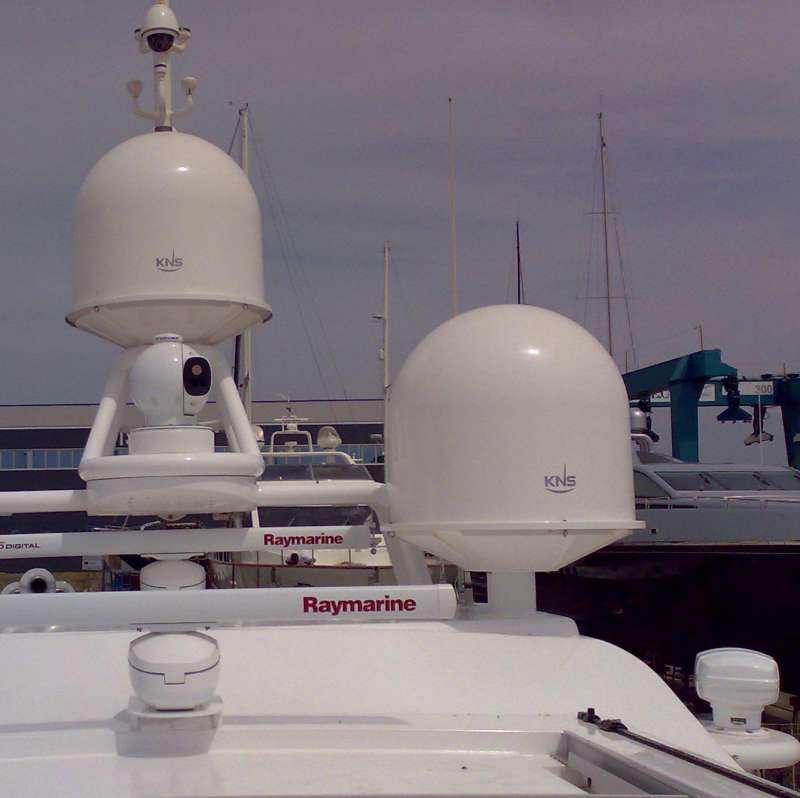
آنتن‌پوش‌های کروی بر روی آنتن و دیش یک قایق مربوط به سرویس اینترنتی «باند پهن دریایی آسترا۲کانکت» که برای دریافت امواج ماهواره‌ای به‌کار می‌رود.

آنتن‌پوش یا رِیدوم (به انگلیسی: radome) به سازه‌ای معمولاً کروی‌شکل گفته می‌شود که از جنس فایبرگلاس است و برای مصون نگه داشتن آنتن‌ها در برابر عوامل طبیعی بر روی آن‌ها قرار داده می‌شود.
از دلایل استفاده از این پوشش، محافظت از سرما و گرما و خوردگی ناشی از باران است. دلیل دوم پوشاندن آنتن از دید دیگران است که مثلاً در کاربردهای نظامی می‌توان از آن برای پوشاندن آنتن از دید دشمن استفاده کرد. دلیل سوم ایجاد مرز بین آنتن و محیط اطراف است. مثلاً در آنتن‌های چرخان می‌توان از ریدوم استفاده کرد برای این که به افرادی که از کنار آن عبور می‌کنند برخورد نکند. 
آنتن پوش‌ها از جنس‌هایی ساخته می‌شوند که دارای ضریب گذردهی الکتریکی و همچنین نفوذپذیری مغناطیسی بسیار کمی باشند که بر روی امواج الکترومغناطیس که بین محیط و آنتن درون آن‌ها رد و بدل می‌شود اثر نامطلوب نداشته باشد.